# Église Saint-Pierre-et-Saint-Paul (Hamina)
Pour les articles homonymes, voir Église Saint-Pierre-et-Saint-Paul.
L'église Saint-Pierre-et-Saint-Paul (finnois : Pietari-Paavalin kirkko) est une église orthodoxe à Hamina en Finlande. 

## Histoire
L'église est dédiée aux apôtres Pierre et Paul.
L'édifice de  style néoclassique et byzantin est conçu par Louis Visconti et construit en 1837.
Le clocher de  style néo-byzantin est construit en 1862. 
L'église est située à côté de la mairie d'Hamina, à l'endroit où se trouvait l'église Elisabeth construite en 1750 et détruite par l'incendie d'Hamina en 1821.
Il en avait été de même pour l'église précédente, l'église Ulrique-Éléonore (bâtie en 1732, détruite en 1742).